# Klub výtvarných umělců Aleš
Klub výtvarných umělců Aleš byl sdružení výtvarných umělců, které vzniklo v Brně v roce 1919 transformací Klubu přátel umění, založeného v roce 1900.

## Historie (1919–1946)
Předsedou byl architekt Valentin Hrdlička, jednatelem Josef Šíma. První členská výstava se uskutečnila v listopadu 1919 v brněnském Uměleckoprůmyslovém muzeu. Zúčastnili se jí Josef Axmann, Helena Bochořáková, František Fabiánek, Olga Fridrichová, Emil Hlavica, František Hlavica, A. Chodounská, Jaroslav Král, Václav Hynek Mach, Eduard Milén, Vojtěch Pernica, František Podešva, Miroslav Polák, František Süsser, Josef Šíma a architekti Valentin Hrdlička, Emil Králík, Jindřich Kumpošt, Vladimír Škára. V roce 1923 otevřel KVU Aleš vlastní výstavní pavilon (zničen během druhé světové války). Od roku 1925 existovala pražská pobočka KVU Aleš, která se utvořila kolem malíře Františka Podešvy.
Již brzy po vzniku začalo uvnitř Klubu docházet ke konfliktům mezi mladou generací, orientovanou na moderní umění (zejména expresionismus) a staršími konzervativními členy. Rozpory vyvrcholily v roce 1922 odchodem mladých a založením Skupiny výtvarných umělců v Brně. V následujících letech se několikrát jednalo o opětovném sloučení obou spolků (nejblíže k tomu bylo v roce 1932), ale bezvýsledně. Teprve v roce 1938 byla mezi KVU Aleš a Skupinou výtvarných umělců navázána spolupráce, která v březnu 1939 vyústila ve sloučení v jeden celek. Nový spolek byl ustaven v březnu 1939 pod názvem Spolek výtvarných umělců moravskoslezských Aleš v Brně. V roce 1946 došlo k přetvoření v Blok výtvarných umělců moravskoslezských, který byl po únoru 1948 rozpuštěn a jedinou uměleckou organizací se stal Svaz československých výtvarných umělců (SČSVU).

## Členové klubu

### Klub výtvarných umělců Aleš (1919–1922)
Jožka Baruch, Aljo Beran, Oldřich Blažíček, Helena Bochořáková, Miloslav Bublík, Bohumír Dvorský, Jaroslav Fousek, Jaroslav Grunt, Emil Hlavica, František Hlavica, Vilém Hlobil, Karel Hofman, František Hořava, František Hradecký, Antonín Kalvoda, Jan Komárek, Jaroslav Král, Emil Králík, František Kudláč, Jindřich Kumpošt, Karel Lenhart, Václav Mach, Vilém Mužík, František Myslivec, Miroslav Netík, Bedřich Petrova, František Podešva, František Prosecký, Jaroslav Provazník, Václav Roštlapil, Marta Rožánková Drábková, Václav František Süsser, Jaroslav Syřiště, Vladimír Škára, Max Švabinský, Josef Vacke, Jan Víšek, Emil Weirauch, Jindřich Wielgus, Josef Zamazal, Otakar Zemina, Karel Tondl

### Skupina výtvarných umělců v Brně (1922–1939)
Bohumír Dvorský, Alois Fišárek, František Foltýn, Mikuláš Galanda, Jaroslav Grunt, Augustin Handzel, Karel Jílek, František Kaláb, Miloslav Kopřiva, Jaroslav Král, Emil Králík, František A Krejčí, Jiří Krejčí, Vladimír Kristin, Josef Kubíček, Rudolf Kučera, Jindřich Kumpošt, Mojmír Kyselka, Jan Lichtág, Vincenc Makovský, František Malý, Eduard Milén, Stanislav Sochor, František Srp, František Václav Süsser, Jaroslav Bohumil Svrček, Josef Šíma, Evžen Škarda, František Venera, Václav Vokálek, František Hradecký

### Pražský Aleš (1923–1948)
Jaroslav Brůha, Rudolf Březa, Jaroslav Černý, František Emler, Josef Fiala, Rudolf Hanych, Svatopluk Havrlík, Alois Hejl, František Hřivna, Ludmila Janovská, Věra Jičínská Laichterová, Josef Jičínský, Lucie Klímová, Bohuslav Kutil, Jan Mehl, František Viktor Mokrý, František Motyčka, Jan Bedřich Plaček, František Podešva, Anna Podzemná-Suchardová, František Prosecký, František Rada, Josef Václav Síla, Jaroslav Šváb, Karel Tondl, Václav Trefil, Bohumil Ullrych, Josef Vacke, Jan Vávra (sochař), Karla Vobišová-Žáková, Miloslava Vrbová Štefková, Václav Srbský, Adolf Wenig, Adolf A. Zahel

### Spolek výtvarných umělců moravskoslezských Aleš v Brně (1939–1946)
Petr Dillinger, Ferdiš Duša, Bohumír Dvorský, Ludvík Dvořáček, Bohuslav Fuchs, Josef Gabriel, Robert Hliněnský, Vilém Hlobil, Jan Provazník, Vladimír Škára, Josef Zamazal, Ladislav Žák

### Blok výtvarných umělců země Moravskoslezské (1946–1948)
Josef Bezděk, Helena Bochořáková, František Fiala, Bohuslav Fuchs, Robert Hliněnský, Vojtěch Hořínek, František Hradecký, Antonín Jero, František Kaláb, Josef Kubíček, Alois Lukášek, Zdeněk Máčel, Vincenc Makovský, Bohumír Matal, Stanislav Menšík, Miroslav Netík, Václav Roštlapil, Marta Rožánková Drábková, František Schenk, Jan Václav Sládek, Bohumil Stanislav Urban, Vladislav Vaculka, Zdeňka Vorlová Vlčková, Oldřich Zezula

### Spolek výtvarných umělců Hodonín (1947–?)
Vladimír Fischer, Karel Hofman, František Nikl, Vojtěch Pernica, Maximilián Pirner, Alois Spurný, Ferdinand Štábla, Otilie Demelová Šuterová, Oldřich Zezula

### Související stránky
- Seznam uměleckých spolků v Československu a Česku